# Dvorec Gabrje
Dvorec Gabrje (nemško Gallenhoff) je stal v naselju Gabrska Gora v občini Litija.Graščina je stala na vzpetini severozahodno od cerkve Marijinega vnebovzetja.

## Zgodovina
Dvorec Gabrje je bil zgrajen pred koncem 16. stoletja. Dvorec ali graščino so pozidali plemiči Galli pl. Gallensteini pred začetkom 17. stoletja kot svoje novo domovanje namesto razpadajočega gradu Šentjurjeva gora. Janez Adam Gall ga je leta 1600 prodal svojemu sinu Danijelu Gallu, od njega dvorec pridobi leta 1607 njegov starejši brat Krištof Gall, nato 1629 Jurij Andrej Gall. Leta 1630  Galli dvor zamenjajo z Danijelom Mavričem za njegov dvorec Zablate, a so ga Galli spet odkupili okoli leta 1636 in ga čez par let prodali Janezu Danijelu pl. Wernegkhu. Potem je dvorec pogosto menjaval lastnike. Pred leton 1648 je lastnik Viljem Leopold grof Tattenbach, ki ga leta 1648 proda bratoma baronoma Erazmu in Leopoldu Raumschussl. Leopold Raumschussl ga je čez pet let prodal Maksimilijanu Brembu in Karlu pl. Wizensteinu. Ob koncu 17. stoletja so dvorec kupili grofje Gallenbergi – nazadnje do smrti je bil lastnik Sigfrid Baltazar grof Gallenberg. Nato je gospostvo in dvorec leta 1747 kupil baron Michelangelo Zois in ga združil z gospostvom Podpeč in Kompolje. Posest je ostala v rokah Zoisov do leta 1850, ko jo je kupil grof Karel Maria Filip Pace-Friedensberg. Dvorec so opustili in je razpadel že ob koncu 19. stoletja, po drugi svetovni vojni pa so odstanili tudi ruševine.